# Stictopisthus flavescens
Stictopisthus flavescens là một loài tò vò trong họ Ichneumonidae.